# Англо (префікс)
Англо ― це префікс, що вказує на відношення до Англів, Англію, англійську культуру, англійця чи англійку або англійську мову або походження з них, наприклад, у терміні англосаксонська мова. Його часто використовують окремо, дещо вільно, для позначення людей британського походження в Північній Америці, Карибському басейні, Південній Африці, Намібії, Австралії та Новій Зеландії. У Канаді використовується для розмежування французької мови (франкомовної мови) переважно Квебеку та деяких районів Нью-Брансвіка та англійської мови (англофонів) у решті Канади. Він також використовується в США, щоб відрізнити зростаюче іспаномовне латиноамериканське населення від англомовної більшості. Він також використовується в англомовних країнах, для позначення англомовних людей іншого європейського походження.
Англо ― це пізньолатинський префікс, що використовується для позначення англійської мови ― у поєднанні з іншим топонімом або демонімом. Слово походить від Англії (Anglia), латинська назва Англії (England) і досі використовується в сучасній назві для східного регіону Східна Англія (East Anglia). Англія означає землю Англів, німецький народ, який походить із північнонімецького півострова Ангельн, тобто регіону нинішньої Саксонії, що приєднується до півострова Ютландія. (Існують різні гіпотези щодо походження назви «Angeln'»).